# Triaenodes bulupendek
Triaenodes bulupendek är en nattsländeart som beskrevs av Andersen och Ralph W. Holzenthal 1999. Triaenodes bulupendek ingår i släktet Triaenodes och familjen långhornssländor. Inga underarter finns listade i Catalogue of Life.